# ديفيد سانفورد
ديفيد سانفورد (بالإنجليزية: David Sanford)‏ هو قائد فرقة ‏ وعازف جاز وملحن أمريكي، ولد في 22 أغسطس 1963 في بيتسبرغ في الولايات المتحدة.

## وصلات خارجية
- ديفيد سانفورد على موقع ميوزك برينز (الإنجليزية)
- ديفيد سانفورد على موقع ديسكوغز (الإنجليزية)